# Raúl Román
Raúl Basilio Román Garay (San Lorenzo, 25 de octubre de 1977) es un futbolista paraguayo. Juega de mediocampista ofensivo y su equipo actual es el Trinidense de la Primera División de Paraguay.

## Trayectoria
Raúl Román es un volante de creación que posee una vasta experiencia por haber jugado en varios clubes tales como Nacional, Cerro Porteño, Sportivo Luqueño, Libertad, 12 de Octubre, Sol de América, Tacuary, Olimpia, Deportivo Capiatá, Olimpia de Itá y Trinidense, todos estos de su país. Asimismo ostenta recorrido a nivel internacional, pasando por Estudiantes de La Plata de Argentina, Beijing Guoan de China, Deportes Concepción de Chile y Barcelona de Ecuador.
El Ratón es un jugador que se caracteriza por su rapidez para desequilibrar las defensas, contando además con un potente disparo de media distancia, gracias a lo cual ha marcado una buena cantidad de goles.

## Clubes
| Club                        | País      | Año       |
| --------------------------- | --------- | --------- |
| Nacional                    | Paraguay  | 1996-1997 |
| Estudiantes de La Plata     | Argentina | 1997-1998 |
| Cerro Porteño               | Paraguay  | 1998-1999 |
| Sportivo Luqueño            | Paraguay  | 2000      |
| Beijing Guoan               | China     | 2000      |
| Libertad                    | Paraguay  | 2001      |
| 12 de Octubre               | Paraguay  | 2002      |
| Sol de América              | Paraguay  | 2002      |
| Tacuary                     | Paraguay  | 2003-2004 |
| Olimpia                     | Paraguay  | 2004      |
| Tacuary                     | Paraguay  | 2005-2006 |
| Cerro Porteño               | Paraguay  | 2006      |
| Concepción                  | Chile     | 2007      |
| Nacional                    | Paraguay  | 2007-2009 |
| Barcelona                   | Ecuador   | 2009      |
| Sportivo Luqueño            | Paraguay  | 2010      |
| Tacuary                     | Paraguay  | 2011-2013 |
| Deportivo Capiatá           | Paraguay  | 2014      |
| 12 de Octubre Football Club | Paraguay  | 2015      |
| Deportivo Capiatá           | Paraguay  | 2015      |
| Olimpia de Itá              | Paraguay  | 2016      |
| Trinidense                  | Paraguay  | 2017      |
| General Caballero SC        | Paraguay  | 2017-2018 |